# Francisco de Villagra
Francisco de Villagra Velázquez, né à Santervás de Campos, sous la couronne de Castille, en 1511 et mort à Concepción, dans l'actuel Chili, le 22 juillet 1563, est un conquistador espagnol qui fut trois fois gouverneur du Chili.

## Avant son arrivée au Chili
Né à Santervás de Campos, Francisco est le fils naturel du commandeur de Rubiales de l'ordre de Saint-Jean de Jérusalem, Alvaro de Sarría, et d'Ana Velázquez de Villagra : c'est pourquoi il prit le nom de sa mère. À son arrivée en Amérique, il alla au Pérou, où il chercha avec le capitaine Alonso de Mesa (es) à libérer Diego de Almagro, qui était alors prisonnier des frères Pizarro. Ce plan découvert, Francisco fut condamné à mort, mais Hernando Pizarro lui sauva la vie.

## Conquête du Chili
Villagra se rendit au Chili avec Pedro de Valdivia et participa à la conquête de ce territoire (en). Il assista à la fondation de Santiago de la Nueva Extremadura en 1541, occupa divers postes dans l'administration de la ville et fut appelé à défendre celle-ci contre l'attaque du cacique Michimalonco (en) en septembre la même année.

### Premier gouvernement
Quand il décida d'aller chercher des renforts au Pérou en 1548, Valdivia chargea Villagra du gouvernement intérimaire. Au début de son mandat, Villagra découvrit une conspiration dirigée par Pedro Sánchez de la Hoz, qui avait déjà tenté à plusieurs reprises de s'emparer du gouvernement, mais à qui Valdivia avait pardonné en raison de l'influence possible de ce conspirateur à la cour. Villagra ne fut pas aussi clément et le condamna à la peine capitale sans même lui accorder le temps de se confesser. Cette mort allait causer des problèmes à Valdivia : on le jugea pour cette irrégularité et d'autres, mais il s'en sortit et obtint même le pouvoir de désignation du vice-roi comme gouverneur.

### Deuxième gouvernement

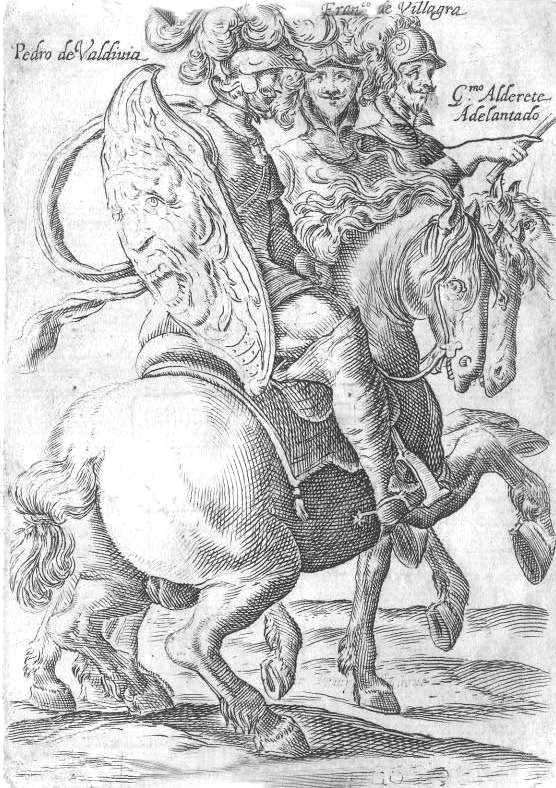
Gravure d'Alonso de Ovalle représentant Valdivia, Villagra et Alderete (1646)

Valdivia mourut dans la bataille de Tucapel (es) le 25 décembre 1553. Dans son testament, qu'on ne devait ouvrir qu'après sa mort, il nommait gouverneur du Chili Jerónimo de Alderete (es) en premier lieu, Francisco de Aguirre en deuxième lieu et enfin Villagra. Alderete se trouvait en Espagne pour négocier la reconnaissance de la charge de Valdivia par le roi, et Aguirre travaillait à la conquête de Tucumán. Les villes du sud proclamèrent donc Villagra gouverneur.
Par contre, à Santiago, où on n'ouvrit pas le testament de Valdivia, on proclama Rodrigo de Quiroga (es) gouverneur.
Villagra tenta d'arrêter la rébellion autochtone dirigée par Lautaro. Cependant, le 26 février 1554, il subit une terrible défaite dans la bataille de Marigueñu (es), qui entraîna la mort de la moitié de ses soldats, ainsi que le dépeuplement et la destruction de Concepción.
Arrivé à Santiago pour régler sa situation, Villagra obligea Quiroga à laisser son commandement. Cependant, informé par son fils des événements et de sa désignation testamentaire, Aguirre revint au Chili, et les deux capitaines se combattirent. Villagra s'en sortit mieux, son rival ayant peu d'appui.
Entre-temps, la guerre d'Arauco se poursuivait, et Lautaro l'emporta à nouveau sur les Espagnols à Angol et dans la ville refondée de Concepción. Villagra marcha sur le sud et réussit avec ses hommes à s'introduire par surprise dans le campement mapuche, à tuer Lautaro et à vaincre les Araucans dans la bataille du Mataquito (es) le 1er avril 1557.

## Exil à Lima

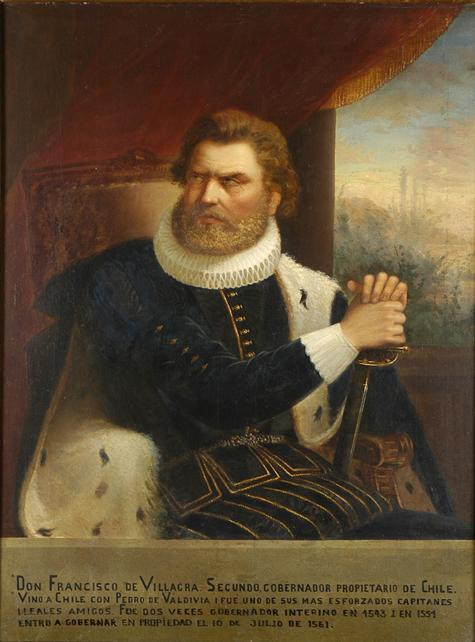
Peinture de Pedro León Carmona représentant Francisco de Villagra (1873)

Pendant que Villagra triomphait à Peteroa, un nouveau gouverneur arriva : nommé par le vice-roi Andrés Hurtado de Mendoza, il n'était rien de moins que le fils de ce dernier, García Hurtado de Mendoza. L'une des premières mesures qu'il prit fut de faire prisonniers Aguirre et Villagra malgré la courtoisie dont ils firent preuve envers lui.
Selon la légende, en abordant le bateau qui allait les emmener au Pérou, Villagra dit à Aguirre :

« Mire vuestra merced, señor general, lo que son las cosas del mundo, que ayer no cabíamos los dos en un reino tan grande y que hoy nos hace don García caber en una tabla. »

Envoyé à Lima pour être jugé pour ses gestes, Villagra obtint une sentence favorable et gagna la confiance de bien des gens qui voyaient dans son arrestation un acte arbitraire du fils du vice-roi.
Quelques années plus tard, Villagra fut nommé successeur d'Hurtado de Mendoza par le roi et commença à exercer sa fonction de gouverneur en 1561.

## Dernier gouvernement et mort
Son gouvernement débuta par un événement funeste : le bateau qui l'amena apporta la variole au Chili et provoqua une épidémie désastreuse à Valparaíso et à Santiago et un désastre encore plus grand parmi les Mapuches, qui perdirent de 20 à 25 % de leur population.
Au début de son mandat, Villarga réorganisa la réglementation du travail dans les mines et annula les encomiendas que García Hurtado de Mendoza avait octroyées à ses amis et compagnons, ce qui souleva de nouvelles protestations.
Villagra organisa une nouvelle expédition, mais tomba irrémédiablement malade et dut être transporté en civière aux champs de bataille. De plus, la mort de son fils Pedro de Villagra dans cette guerre empira son état mental et physique.
Villagra désigna son cousin Pedro de Villagra pour la poursuite de la campagne et lui donna plus tard le titre de gouverneur intérimaire grâce au pouvoir accordé par le vice-roi. Il mourut deux jours plus tard, le 22 juillet 1563, et fut enterré, comme il le souhaitait, dans la robe franciscaine.